# Kalkaska
Kalkaska es una villa ubicada en el condado de Kalkaska, Míchigan, Estados Unidos. Según el censo de 2020, tiene una población de 2132 habitantes.
Es sede del condado de Kalkaska. 

## Geografía
La localidad está ubicada en las coordenadas 44°43′54″N 85°11′4″O / 44.73167, -85.18444 (44.731565, -85.184329). Según la Oficina del Censo de los Estados Unidos, Kalkaska tiene una superficie total de 6.96 km², de la cual 6.83 km² corresponden a tierra firme y 0.13 km² es agua.

## Demografía
Según el censo de 2020, hay 2132 personas residiendo en Kalkaska. La densidad de población es de 312,15 hab./km². El 92.31% son blancos, el 0.19% son afroamericanos, el 0.99% son amerindios, el 0.52% son asiáticos, el 0.66% son de otras razas y el 5.35% son de una mezcla de razas. Del total de la población, el 2.16% son hispanos o latinos de cualquier raza.

## Economía
La localidad recibe a numerosos turistas que acuden a visitar los lagos cercanos.
A partir de la legalización de la marihuana en el estado de Míchigan, en diciembre de 2019, han abierto varias tiendas de venta del producto en Kalkaska.